# Corvusite
La corvusite è un minerale appartenente al gruppo della straczekite.